# Avesnes-en-Saosnois
Avesnes-en-Saosnois és un municipi francès situat al departament del Sarthe i a la regió de País del Loira. L'any 2007 tenia 106 habitants.

## Demografia

### Població
El 2007 la població de fet d'Avesnes-en-Saosnois era de 106 persones. Hi havia 44 famílies de les quals 12 eren unipersonals (4 homes vivint sols i 8 dones vivint soles), 16 parelles sense fills i 16 parelles amb fills.
La població ha evolucionat segons el següent gràfic:
Habitants censats

### Habitatges
El 2007 hi havia 64 habitatges, 45 eren l'habitatge principal de la família, 16 eren segones residències i 2 estaven desocupats. Tots els 62 habitatges eren cases. Dels 45 habitatges principals, 38 estaven ocupats pels seus propietaris i 7 estaven llogats i ocupats pels llogaters; 2 tenien dues cambres, 14 en tenien tres, 14 en tenien quatre i 15 en tenien cinc o més. 28 habitatges disposaven pel capbaix d'una plaça de pàrquing. A 21 habitatges hi havia un automòbil i a 22 n'hi havia dos o més.

### Piràmide de població
La piràmide de població per edats i sexe el 2009 era:
| Homes | Edats   | Dones |
| ----- | ------- | ----- |
| 0     | 95 o +  | 0     |
| 0     | 90 a 94 | 0     |
| 0     | 85 a 89 | 0     |
| 0     | 80 a 84 | 0     |
| 0     | 75 a 79 | 0     |
| 4     | 70 a 74 | 4     |
| 4     | 65 a 69 | 0     |
| 4     | 60 a 64 | 4     |
| 0     | 55 a 59 | 4     |
| 8     | 50 a 54 | 0     |
| 12    | 45 a 49 | 4     |
| 0     | 40 a 44 | 4     |
| 0     | 35 a 39 | 8     |
| 4     | 30 a 34 | 4     |
| 8     | 25 a 29 | 4     |
| 4     | 20 a 24 | 4     |
| 4     | 15 a 19 | 0     |
| 0     | 10 a 14 | 4     |
| 4     | 5 a 9   | 0     |
| 12    | 0 a 4   | 8     |

## Economia
El 2007 la població en edat de treballar era de 75 persones, 57 eren actives i 18 eren inactives. De les 57 persones actives 55 estaven ocupades (30 homes i 25 dones) i 2 estaven aturades (1 home i 1 dona). De les 18 persones inactives 13 estaven jubilades, 2 estaven estudiant i 3 estaven classificades com a «altres inactius».
Activitats econòmiques
Els 2 establiments que hi havia el 2007 eren d'empreses de comerç i reparació d'automòbils.
L'any 2000 a Avesnes-en-Saosnois hi havia 10 explotacions agrícoles que ocupaven un total de 248 hectàrees.

## Equipaments sanitaris i escolars
```
Avesnes-en-Saosnois
 disposava d'un col·legi d'educació secundària amb 51 alumnes.
```

## Poblacions més properes
El següent diagrama mostra les poblacions més properes.